# 벤즈니다졸
벤즈니다졸은 샤가스병 치료에 사용되는 항기생충제이다. 조기 질병에 매우 효과적이지만 장기 감염 환자에게는 효과가 감소한다. 니푸르티목스에 비해 부작용이 적어 1차 치료제로 사용된다. 경구로 복용한다.
부작용은 비교적 흔하다. 여기에는 발진, 무감각, 발열, 근육통, 식욕 부진, 수면 장애가 포함된다. 드문 부작용으로는 골수억제가 있으며, 이로 인해 혈구 수치 감소가 발생할 수 있다. 임신 중이거나 중증 간 또는 콩팥 질환 환자에게는 권장되지 않는다. 벤즈니다졸은 나이트로이미다졸 약물 계열에 속하며, 활성 자유 라디칼 생성을 통해 작용한다.
벤즈니다졸은 1971년에 의학적으로 사용되기 시작했다. 세계보건기구의 필수 의약품 목록에 등재되어 있다. 2012년 기준으로 브라질 국영 제약회사인 Laboratório Farmacêutico do Estado de Pernambuco가 유일한 생산자였다.

## 의학적 사용
벤즈니다졸은 샤가스병의 급성기에 상당한 활성을 보이며 성공률이 최대 80%에 이른다. 그러나 만성기에서의 치유 능력은 제한적이다. 일부 연구에서는 만성기 초기 단계의 어린이에서 기생충학적 치료(체내에서 T. cruzi의 완전한 제거)가 나타났지만, 만성 감염 환자의 전체 실패율은 일반적으로 80% 이상이다.
일부 연구는 만성기 동안 벤즈니다졸 치료가 기생충학적 치료를 유도하지 못하더라도 심전도 변화를 줄이고 환자의 임상 상태 악화를 지연시키는 것으로 나타났다.
벤즈니다졸은 면역억제, 예를 들어 AIDS 환자나 장기 이식 관련 면역억제 요법을 받는 사람들에게서 발생하는 재활성화된 T. cruzi 감염 치료에 효과적인 것으로 입증되었다.

### 어린이
벤즈니다졸은 어린이에게 성인 감염 치료에 사용되는 것과 동일한 5-7 mg/kg/일 체중 기반 용량으로 사용할 수 있다. 만 2세까지의 어린이를 위한 제형도 있다. 2013년에 WHO 필수 의약품 어린이 목록에 추가되었다. 어린이는 성인에 비해 부작용 위험이 낮은 것으로 나타났으며, 이는 아마도 약물의 간 청소율 증가 때문일 수 있다. 어린이에서 가장 흔한 부작용은 위장관, 피부과, 신경학적이었다. 그러나 심각한 피부과 및 신경학적 부작용 발생률은 성인보다 어린이에서 더 낮다. 미국에서는 2017년에 FDA 승인을 받았다.

### 임산부
동물 연구에서 벤즈니다졸이 태반을 통과할 수 있는 것으로 나타났다. 잠재적인 기형유발 가능성 때문에 임신 중에는 벤즈니다졸 사용이 권장되지 않는다.

## 부작용

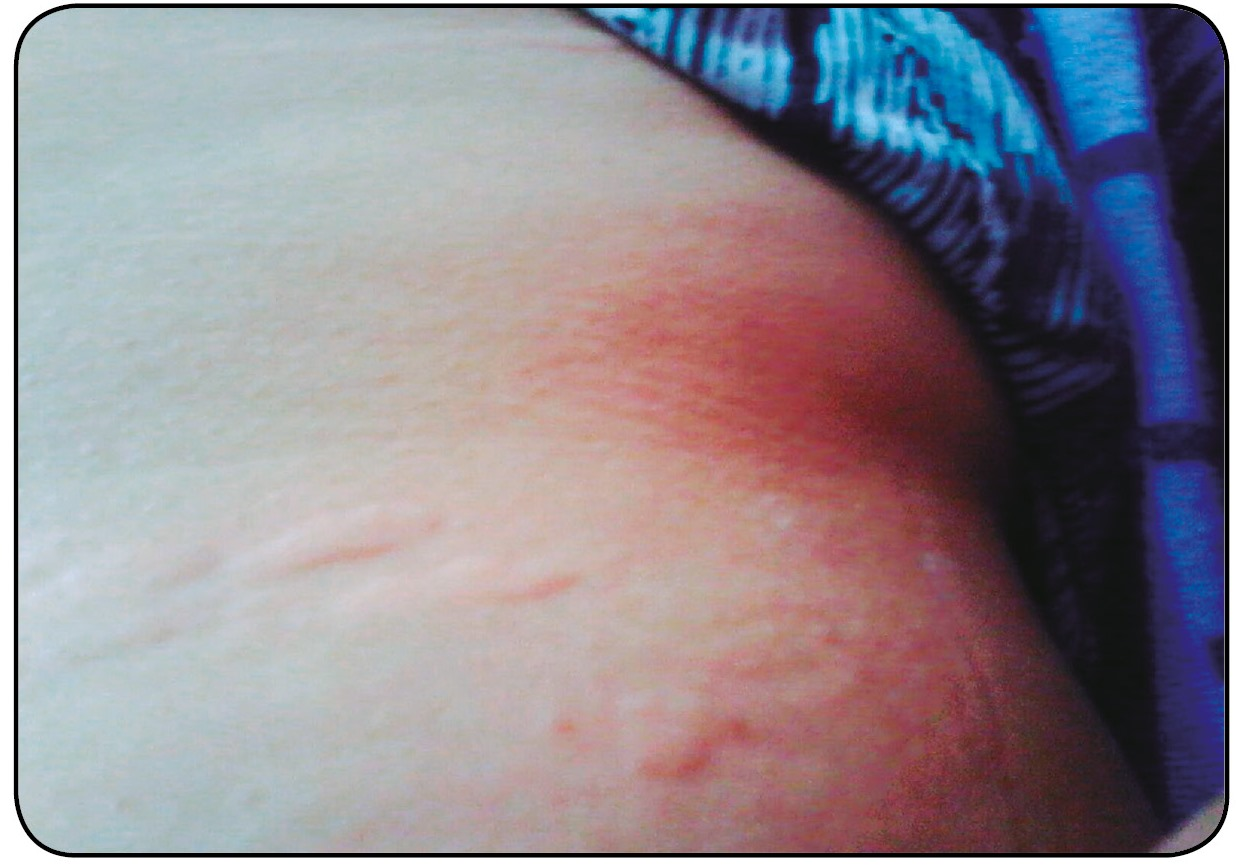
벤즈니다졸에 대한 반응

부작용은 흔하며 연령이 증가할수록 더 자주 발생한다. 벤즈니다졸과 관련된 가장 흔한 부작용은 알레르기성 피부염과 말초 신경병증이다. 환자의 최대 30%가 치료 시작 시 피부염을 경험하는 것으로 보고되었다. 벤즈니다졸은 피부에 광과민성을 유발하여 발진을 일으킬 수 있다. 발진은 보통 치료 시작 후 2주 이내에 나타나 시간이 지나면서 해소된다. 드물게 피부 과민성은 박리성 피부 발진, 부종, 발열을 유발할 수 있다. 말초신경병증은 치료 과정 후반에 발생할 수 있으며 용량 의존적이다. 영구적이지는 않지만 해소되는 데 시간이 걸린다.
기타 부작용으로는 식욕부진, 체중 감소, 메스꺼움, 구토, 불면증, 미각장애, 골수억제 등이 있다. 위장관 증상은 보통 치료 초기 단계에 발생하며 시간이 지나면서 해소된다. 골수억제는 누적 용량 노출과 관련이 있다.

## 금기사항
중증 간 및 콩팥 질환 환자는 벤즈니다졸을 사용하면 안 된다. 임산부는 벤즈니다졸이 태반을 통과하여 기형유발을 일으킬 수 있으므로 사용해서는 안 된다.

## 약리학

### 작용 기전
벤즈니다졸은 나이트로이미다졸 항기생충제로, 일반적으로 샤가스병으로 알려진 Trypanosoma cruzi에 의한 급성 감염에 대해 우수한 활성을 보인다. 다른 나이트로이미다졸과 마찬가지로 벤즈니다졸의 주요 작용 기전은 자유 라디칼 종을 생성하여 기생충의 DNA 또는 세포 기전을 손상시키는 것이다. 나이트로이미다졸이 이렇게 하는 메커니즘은 산소가 있는지 없는지에 따라 달라지는 것으로 보인다. 이는 조건혐기성 미생물로 간주되는 파동편모충속 종의 경우에 특히 중요하다.
혐기성 조건 하에서 나이트로이미다졸의 나이트로기는 피루브산:페레독신 산화환원효소 복합체에 의해 환원되어 반응성 나이트로 라디칼 종을 생성하는 것으로 알려져 있다. 나이트로 라디칼은 다른 산화환원 반응에 직접 참여하거나 자발적으로 아질산염 이온과 이미다졸 라디칼을 생성할 수 있다. 나이트로이미다졸이 자연적인 기질보다 페레독신에 대한 더 나은 전자 수용체이기 때문에 초기 환원이 일어난다. 포유류에서 전자 수송의 주요 매개체는 NAD+/NADH와 NADP+/NADPH이며, 이들은 더 양의 산화환원 전위를 가지고 있어 나이트로이미다졸을 라디칼 형태로 환원시키지 않는다. 이는 나이트로이미다졸의 활성 스펙트럼을 제한하여 숙주 세포와 DNA도 손상되지 않도록 한다. 이 메커니즘은 메트로니다졸과 같은 5-나이트로이미다졸에 대해 잘 확립되어 있지만, 동일한 메커니즘이 2-나이트로이미다졸(벤즈니다졸 포함)에도 확장될 수 있는지는 불분명하다.
반면 산소 존재 하에서는 생성된 모든 나이트로 라디칼 화합물이 분자 산소에 의해 빠르게 산화되어 원래의 나이트로이미다졸 화합물과 초과산화물 음이온을 생성하는 과정이 발생하며, 이를 "낭비 회로"라고 한다. 이러한 경우 초과산화물 생성은 다른 활성 산소종을 유발하는 것으로 알려져 있다. 이러한 산소 라디칼에 의해 발생하는 독성 또는 돌연변이 유발성의 정도는 해독 작용과 다른 활성 산소종을 해독하는 세포의 능력에 따라 달라진다. 포유류에서는 이러한 라디칼이 과산화 수소로 안전하게 전환될 수 있어 벤즈니다졸이 인체 세포에 직접적인 독성이 매우 제한적이다. 그러나 Trypanosoma 종에서는 이러한 라디칼을 해독하는 능력이 감소하여 산화 스트레스와 기생충의 세포 기전 손상이 발생한다.

### 약물동태학
경구 벤즈니다졸의 생물학적 가용능은 92%이며, 투여 후 3~4시간 후에 최대 혈중 농도에 도달한다. 원약의 5%는 오줌으로 변형되지 않은 상태로 배설되며, 이는 벤즈니다졸의 청소율이 주로 간 대사를 통해 이루어진다는 것을 의미한다. 생물학적 반감기는 10.5-13.6시간이다.

## 상호작용
벤즈니다졸 및 다른 나이트로이미다졸은 5-플루오로우라실의 청소율을 감소시키는 것으로 나타났다 (프로드러그인 카페시타빈, 독시플루리딘, 테가푸르에서 생성되는 5-플루오로우라실 포함). 이러한 약물 중 하나를 벤즈니다졸과 병용하는 것이 금기는 아니지만, 병용 시 5-플루오로우라실 독성 모니터링이 권장된다.
GLP-1 수용체 작용제인 릭시세나티드는 아마도 위 배출 지연 때문에 벤즈니다졸의 흡수 및 활성을 늦출 수 있다.
나이트로이미다졸은 콜레라균 세포를 죽일 수 있으므로, 생백신 콜레라 백신 접종 후 14일 이내에는 사용을 권장하지 않는다.
알코올 섭취는 벤즈니다졸과 함께 디설피람 유사 반응을 일으킬 수 있다.